# 檸檬鱗傘
檸檬鱗傘（學名：Pholiota limonella）屬於球蓋菇科鱗傘屬，是一種生長於針葉樹樹樁和原木上的傘菌目腐生蕈類。得名於其檸檬黃色的外表:201。
本物種有三個亞種，分別是：P. abietis、P. connata及P. subvelutipes。根據Phillips (2010)，本物種被標記為“不可食用”（Not edible）但“味道溫和”（taste mild）:201；不過在中華人民共和國湖北省，有基金專案申請研究馴化栽培檸檬鱗傘以供食用。

## 外部連結
- Kuo M. . MushroomExpert.com. 2007  [2022-04-29]. （原始内容存档于2021-05-09）.